# Jean de Séville
Jean de Séville (latin : Johannes Hispalensis ou Johannes Hispaniensis ou Jean de Séville Hispalensis et Limiensis), est un mathématicien espagnol né peut-être vers 1090 et mort vers 1150, traducteur de l'arabe d'ouvrages de philosophie et de mathématiques.

## La reconquête de Tolède
Tolède fut reconquise par Alphonse VI de Castille en 1085. Cette reconquête ouvrait la richesse des bibliothèques aux érudits des quatre coins d’Europe.
En 1135 l'archevêque Raymond de Toulouse y fonde un collège de traducteurs où des Italiens, des Français, des Anglais, des Juifs, des Flamands s’illustrent aux côtés des Espagnols dans un gigantesque projet de traduction.

## Des traducteurs mercenaires
Les premières traductions de l’arabe vers le latin sont opérées vers 1140 par Dominique Gundisalvi. Mais l'archidiacre Gundisalvi ignore l'arabe et il est aidé dans sa tâche par des traducteurs premiers qui livrent une version en castillan que leur maître traduit ensuite en latin.
Parmi ces traducteurs supposés, ou en marge d'eux, se détachent quatre figures
- Jean de Séville Hispanus (Ioannes de Sevilla Hispanus)
- un juif converti nommé Jean Avendauth, ou Abraham ha-Levi Ibn Dawûd (vers 1110-vers 1187)
- un maître Johannes
- un traducteur indépendant, qu’on appelle également Jean de Luna ou plutôt Jean de Limia (au Portugal) (Iohannes Limiensis).

Longtemps on a pu croire que ces traducteurs ne faisaient qu'un.

## Jean de Séville Hispalensis et Limiensis parmi ces traducteurs?
Longtemps, on a assimilé Ioannes de Sevilla Hispalensis et Limiensis (vers 1090-vers 1150) avec un ou chacun de ces quatre traducteurs. On l'a identifié avec le converti Jean Avendauth, avec le traducteur Jean de Séville Hispanus, avec David Toletanus... De nombreux noms se croisent sur les manuscrits primitifs ou dans les commentaires qu'on a émis dessus : Jean de Séville, Jean de Tolède (toletanus), Avendauth, Ibn D’d, Avendehut, Aven Daoud, Jean de la Luna ou de Limia, Magister Ioannes...
Il mentionne Limia (ville du Portugal) comme un des lieux où il a habité dans sa jeunesse. Directement entré au service de l'archevêque de Raimond de  Tolède (1130-1150), qui l’occupa à des traductions d'ouvrages arabes sur la philosophie et les mathématiques, ainsi que des commentaires sur Aristote, il a publié à son propre compte un traité d’arithmétique, le premier qui en Occident fit mention des chiffres arabes et du zéro.
D'autre part, il ne mentionne jamais avoir vécu à Tolède et abandonne tout surnom dans ses traductions après son passage chez l’archevêque Raymond. Un nom supplémentaire formé lors de ses premières traductions semble assuré : Ioannes Hispalensis et/atque Limiensi qu’il aurait abandonné lors d’une réécriture ultérieure de ses premières traductions.
Le fait qu'il ait traduit lui-même de l'arabe vers le latin, et la constance de sa signature laisse penser qu'il ne fut jamais un traducteur premier, et qu'il se trouva mêlé aux autres traducteurs de façon fortuite.
Il a traduit en 1135 le Traité des images (De imaginibus) de Thâbit Ibn Qurra, le Traité sur la différence de l'âme et de l'esprit (De differentia spiritus et animae) de Qustâ ibn Lûqâ (en 1140), entre 1112 et 1128 la partie médicale du Livre des secrets (Secretum secretorum) du Pseudo-Aristote (vers 1145), la Lettre sur les éclipses et les conjonctions des planètes (Epistula de rebus eclipsium et conjunctionibus planetarum) de Mâshâ'allâh, peut-être les Grandes conjonctions (De magnis conjunctionibus) de Albumasar (Abû Ma'shar), peut-être l'Introduction à l'astrologie (Introductorium maius ad scientiam judiciorum astrorum) de Abû Ma'shar (en 1133), peut-être l' Introduction à la science de l'astrologie judiciaire (Introductorium ad scientiam astrologiae judicialis) de Al-Qâbisî (mort en 912).

## Distinct de Jean de Séville Hispanus
On sait aujourd'hui distinguer Jean de Séville Hispalensis et Limiensis (Ioannes de Sevilla Hispalensis et Limiensis, vers 1090-vers 1150) de Jean de Séville Hispanus (Ioannes de Sevilla Hispanus) (vers 1150-1215), probablement archidiacre de Cuéllar en 1180, puis évêque de Segorbe, collaborateur de Dominique Gundisalvi, avec lequel il a traduit l'Incohérence des philosophes de Algazel (Al-Ghazâlî), la Source de vie de Avicébron (Ibn Gabirol), le Livre de la pratique de l'arithmétique de Al-Khawarizmi. Il participa avec Michel Scot au IVe concile de Latran, en 1215. Il mourut à Tolède en décembre 1215. Il était surnommé magister scolarum (maître des écoles).

## Jean de Séville Hispanus, sans doute le premier algébriste d'Occident
Au XIXe siècle, le prince Baldassare Boncompagni publia un livre à ce sujet : Alghoarismi de practica arismetrice, de Johannes Hispalensis et fut soutenu dans ses efforts par Michel Chasles.
Selon l’historienne Maureen Robinson, Jean de Séville Hispanus est un traducteur important de ces temps, qui a été inextricablement joint à Gundissalvi vers 1190 par des erreurs de la part des scribes et des historiens.

## Distinct de Avendreath
L’identification de Jean de Séville avec Jean Avendauth (ou Aven-Dreath, Avendeut, Avendehut, Avendauth, Avendar, Abraham Ibn Dawûd) est cependant toujours discutée. Ce savant d’origine israélite est l’auteur présumé de la lettre de Tolède, prévision d'une catastrophe, en 1185. Il s'est consacré essentiellement aux mathématiques, à l’astronomie et à quelques œuvres philosophiques et médicales. Comme Jean de Séville Hispalensis et Limiensis, il aurait travaillé à Limia, au Portugal, puis à Tolède, en collaboration avec le même archidiacre Dominique Gundissalvi. Des raisons pour ne pas confondre Jean de Séville Hispalensis, Avendauth  et Jean de Séville Hispanus sont données par Maurren Robinson.

## Dans la fiction
Ces difficultés d'identification s'ajoutent au privilège que l'imagination de H. P. Lovecraft lui prête d'avoir eu dans ses mains le Necronomicon, ouvrage légendaire issu de son œuvre de fiction. De façon amusante, il est probable qu'on doit à Jean de Séville Hispalensis le Secretum Secretorum, traduction du Kitab sirr al-asrar, dans lequel on trouve un autre texte occulte, le fameux texte alchimique de la Table d'émeraude.
Dans une lettre à Clark Ashton Smith datée du 27 novembre 1927, Lovecraft affirme que le dernier exemplaire arabe d'Al-Azif a été perdu après 1228 ; il affirme également qu'une traduction en espagnol de la version arabe se trouvait à la bibliothèque de Buenos Aires. Il prête à Jean Avendauth l'acquisition en 1164 des ouvrages de la bibliothèque de l'Andalous Ibn Yulyul, qui, selon lui, servit sous Hisham II dans la seconde moitié du Xe siècle. Parmi les textes médicaux et botaniques, Lovecraft prétend que Johannes Hispalensis, qu'il identifie avec Avendeath, trouva une copie d'Al-Azif mais que, peu enclin à des poursuites religieuses, il donna le livre au savant Abd-Al-Kadir Guilânî Musli. Quoique ces filiations soient amusantes, elles n'en sont pas pour le moins autres choses que des rêveries.

### Traductions de l'arabe en latin
Toutes les traductions données ci-dessous ne peuvent lui être attribuées avec certitude.
- Albumasar (Abû Mas'har al-Balkhî) (787-886), De magnis conjunctionibus (Sur les grandes conjonctions, traduit peut-être par Jean de Séville Hispalensis et Limiensis) : C. Burnett édi., Abû Mas'har on Historical Astrology. The Book of Religions and Dynasties (On the Great Conjunctions), Leyde, Brill, 2000.
- Albumasar (Abû Mas'har al-Balkhî), Liber introductorii maioris ad scientiam iudiciorum astrorum (Introduction à la science de l'astrologie judiciaire, traduit peut-être par Jean de Séville Hispalensis et Limiensis en 1133): R. Lemay édi., Kitâb al-madkhal al-Khabîr. Introductorium maius in astrologiam. Abû Ma'shar al-Balkhî. Édition critique, Naples, Instituto Universitario Orientale, 1997.
- Masha'allah ibn Atharî (Mâshâ'allâh) (vers 740-815), Lettre sur les éclipses et les conjonctions des planètes (Epistula de rebus eclipsium et conjunctionibus planetarum), trad. de Jean de Séville Hispalenis et Limiensis
- Al-Qabîsî, Introductorius (Introduction, traduit peut-être par Jean de Séville Hispalensis et Limiensis) : C. Burnett, K. Yamamoto et M. Yano édi., Al-Qabîsî. Introduction to Astrology. The Arabic and Latin Texts, with an English Translation, Londres/Turin, The Warburg Institute/Nino Aragno Editore (“Warburg Institute Studies and Texts” 2), 2004, VIII-516p.
- Qustâ Ibn Lûqâ (IXe siècle), De differentia spiritus et animae (Traité sur la différence de l'âme et de l'esprit), traduit vers 1140 par Jean de Séville Hispalensis et Limiensis : J. C. Wilcox édi., The Transmission and Influence of Qusta ibn Lûq'a's "On the Difference between Spirit and the Soul", Ph.D. Dissertation, City University of New York, 1985.
- Thābit ibn Qurra (826-901), De imaginibus (traduit par Jean de Séville Hispalensis et Limiensis entre 1112 et 1128) : F. Carmody, The Astronomical Works of Thâbit ben Qurra, Berkeley et Los Angeles, University of California Press, 1960, p. 179-197.
- Secretum secretorum (Le secret des secrets, Sirr al-'asrar) (trad. entre 1112 et 1128 de la partie médicale par Jean de Séville et Limiensis) : J. Brinkmann édi., Die apocryphen Gesundtheitsregeln des Aristoteles für Alexander den Grossen in der Übersetzung des Johann von Toledo, Leipzig, 1914.
- Avicébron (Ibn Gabirol), Fons vitae, trad. par Jean de Séville Hispanus, in C. Baeumker, Fons vitae Avencebrolis, Münster, 1995.
- Muhammad ibn Mûsâ al-Khwârizmî, Liber de pratica arismetice, trad. par Jean de Séville Hispanus, in A. Allard (édi.), Muhammad ibn Mûsâ al-Khwârizmî, Le calcul indien (algorismus). Histoire des textes, édition critique, traduction et commentaire, Paris, Blanchard, 1992, p. 62-224.

### Études
- Jean Delisle et Judith Woodsworth (dir.), Les Traducteurs dans l’histoire, Canada, Presses de l’Université d’Ottawa (Éditions UNESCO), coll. « Pédagogie de la traduction », 1995, 348 p.
- C. Burnett, "John of Seville and John of Spain. A mise au point", Bulletin de philosophie médiévale, 44 (2002), p. 59-78.
- I. Draelants, article « Jean de Séville », in C. Gauvrard, A. de Libera et M. Zink (dir.), Dictionnaire du Moyen Âge, PUF, 2002, p. 754-755.
- M. Robinson, The History and Myths surrounding Johannes Hispalensis, in Bulletin of Hispanic Studies vol. 80, no. 4, October 2003, pp. 443–470, abstract.
- Benoît Patar, Dictionnaire des philosophes médiévaux, Longueuil, Québec, Canada, 2006, p. 613-614.